# Tchagra senegalus
Tchagra senegalus là một loài chim trong họ Malaconotidae.